# Schondorf am Ammersee
Schondorf am Ammersee je obec v německé spolkové zemi Bavorsko, v zemském okrese Landsberg am Lech ve vládním obvodu Horní Bavorsko.
Žije zde přibližně 4 100 obyvatel.

## Poloha
Obec leží na břehu jezera Ammersee. Sousední obce jsou: Eching am Ammersee, Greifenberg, Utting am Ammersee a Windach.